# 麦莱亚戈里得斯
麦莱亚戈里得斯（Μελεαγρίδες、Meleagrids，又写作墨勒阿格里得斯）是希腊神话中卡吕冬国王俄纽斯（Oeneus）的女儿，也是卡吕冬王子麦莱亚戈（Meleager）的姊妹们。
她们的名字是戈耳革（Gorge）、欧律墨得（Eurymede）、摩托涅（Mothone）、珀里墨得（Perimede）、得伊阿尼拉（Deianeira）和墨拉尼珀（Melanippe）。
她们为兄弟麦莱亚戈之死感到极为痛心。出于怜悯，月神阿耳忒弥斯把她们变化为珠鸡。但应酒神狄俄倪索斯的要求，其中戈耳革和得伊阿尼拉两人保住了人形。阿耳忒弥斯将这个新种类的鸟带到了勒洛斯岛。